# Ricardo Rojas (boxare)
Ricardo Rojas, född 15 juni 1955, är en kubansk boxare som tog OS-brons i lätt tungviktsboxning 1980 i Moskva. I semifinalen slogs han ut av Pawel Skrzecz från Polen med siffrorna 2-3.

### Fotnoter
1. 1 2  ”Ricardo Rojas” (på engelska). Databaseolympics.com. Arkiverad från originalet den 23 mars 2013. https://web.archive.org/web/20130323143900/http://databaseolympics.com/players/playerpage.htm?ilkid=ROJASRIC01. Läst 22 juli 2013.